# Arbeitsgericht Mallersdorf
Das Arbeitsgericht Mallersdorf war ein bayerisches Arbeitsgericht mit Sitz in Mallersdorf.

## Geschichte
Gemäß Arbeitsgerichtsgesetz vom 23. Dezember 1926 wurden in Deutschland Arbeitsgerichte gebildet. Diese waren nur in der ersten Instanz organisatorisch selbstständige Gerichte, die Landesarbeitsgerichte waren den Landgerichten zugeordnet. Am Landgericht Straubing entstand so 1927 das Landesarbeitsgericht Straubing als eines von 23 Landesarbeitsgerichten in Bayern. In Mallersdorf entstand das Arbeitsgericht Mallersdorf als eines von fünf Arbeitsgerichten des Landesarbeitsgerichts. Sein Sprengel umfasste den Gerichtsbezirk des Amtsgerichts Mallersdorf. Es bestand eine allgemeine Kammer für Arbeiter und Angestellte und eine Kammer für das Handwerk. Daneben bestand eine Angestelltenkammer für den Landesarbeitsamtsbezirk.
Bereits 1929 wurde die Zahl der Arbeitsgerichte deutlich reduziert. Das Landesarbeitsgericht Straubing wurde aufgehoben, seine Aufgaben übernahm das Landesarbeitsgericht München. Auch das Arbeitsgericht Mallersdorf wurde aufgehoben. Seine Aufgaben übernahm das Arbeitsgericht Straubing.